# Otto Slabý
Otto Slabý, křtěný Otto Josef (26. květen 1913 Německý Brod – 18. říjen 1993 Plzeň) byl český lékař, histolog a embryolog, vědecký pracovník, vysokoškolský profesor a přírodovědec, entomolog - převážně lepidopterolog.

## Biografie
Narodil se v Havlíčkově (tehdy Německém) Brodě. V letech 1924–1932 navštěvoval Státní reálné gymnázium v Berouně. Zde úspěšně maturoval v roce 1932. Poté studoval v letech 1932–1939 na lékařské fakultě Karlovy univerzity v Praze, kterou úspěšně ukončil v roce 1939, kdy promoval. Krátce po ukončení lékařské fakulty se v roce 1939 zapsal ke studiu na Přírodovědecké fakultě Univerzity Karlovy, do nějž ale zasáhl vznik Protektorátu a druhá světová válka. Studium ukončil až po válce v roce 1946. V roce 1947 promoval, získal titul RNDr. Během války pracoval jako lékař v nemocnicích v Praze a na Kladně. V roce 1945 se vrátil do Prahy a od roku 1947 pracoval jako pedagogický pracovník a asistent na Lékařské fakultě univerzity Karlovy v Plzni u významného morfologa, embryologa a zoologa, entomologa Prof. MUDr. Zdeňka Frankenbergera. Hlavně pod vlivem tohoto vědce se vypracoval postupně na významného morfologa, který přispěl také k rozvoji tradice československé morfologické školy. Roku 1947 odešel na Lékařskou fakultu do Plzně, kde přednášel histologii a embryologii až do svého odchodu do důchodu s výjimkou let 1967–1973, kdy přednášel histologii a embryologii na univerzitě v Oranu.

## Entomologické aktivity
Profesor Otto Slabý se věnoval jako entomolog hlavně motýlům. Výrazně přispěl k poznání české entomofauny. Nejdříve se věnoval faunistice, ale v dalším období hlavně problematice druhu jasoň červenooký na Slovensku (Parnassius apollo L., 1758.). Zabýval se zoogeografií, vertikálním rozšířením, bionomií i taxonomií tohoto druhu a to nejen na Slovensku, ale v rámci celé Evropy. Je autorem popisu nového poddruhu jasoně červenookého z území Pienin: Parnassius apollo ssp. frankenbergeri Slabý, 1955. Později se věnoval také čeledi vřetenuškovitých (Zygaenidae). Vypracoval se na významného a uznávaného odborníka v této problematice, věnoval se hlavně ekologii, zoogeografii a taxonomii této čeledi.
Během svého života podnikl několik sběratelských cest. V letech 1955–1963 navštívil opakovaně oblast Balkánu, v letech 1963–1967 sbíral v Zakavkazsku a během svého pobytu v Alžírsku se věnoval výzkumu i sběru motýlů i na tomto území.
Jeho sbírka motýlů čeledí Noctuidae, Geometridae, jakož i specializovaná sbírka druhů jasoň červenooký a dymnivkový, včetně typového materiálu, je ve sbírkách Přírodovědného oddělení Slovenského národního muzea v Bratislavě. Její rozsah je asi 6363 jedinců. Druhá část jeho sbírky motýlů, hlavně z čeledí Geometridae, Sphingidae, Lasiocampidae, Notodontidae, Saturniidae, Hepialidae, Psychidae se nachází ve sbírkách Slezského zemského muzea v Opavě v počtu asi 6500 jedinců. Další část jeho sbírky motýlů z okolí Fiľakova v počtu asi 445 kusů je uložena v Novohradském muzeu ve Fiľakově. Celkově čítá jeho osobní studijní sbírka motýlů asi 40 000 kusů.
Dr. Otto Slabý byl členem České společnosti entomologické, od roku 1942 také členem České zoologické společnosti, čestným členem Čs. lékařské spol. J. E. Purkyně, čestným členem Čs. anatomické spol., nositelem Zlaté pamětní medaile Univerzity Karlovy, jakož i nositelem medailí: Carla Linné, Jana Evangelisty Purkyně a Čestné plakety Gregora Johanna Mendela.